# Conseil d'orientation des infrastructures
Le Conseil d'orientation des infrastructures (COI) est une instance consultative créée comme structure pérenne par la loi d'orientation des mobilités (LOM) en 2020. Placé auprès du ministre chargé des transports, il réunit des responsables politiques et des experts pour conseiller le gouvernement sur la programmation des investissements en matière de mobilité.

## Mission
Le conseil d'orientation des infrastructures a pour mission d'éclairer le Gouvernement sur les politiques d'investissement dans la mobilité et les transports, incluant, en tant que de besoin, les équipements et services liés aux réseaux d'avitaillement en énergies alternatives aux carburants fossiles et de support aux échanges de données, en tenant compte de leurs modèles économiques et modes de financement spécifiques.
En particulier, il est chargé d'établir des propositions sur les orientations et priorités des investissements publics et leur financement.
D'après le décret du 30 décembre 2020 relatif au conseil d'orientation des infrastructures, ce dernier est chargé de :
- remettre au Gouvernement, à sa demande, un rapport d'orientation éclairant l'action publique dans la mobilité et les transports ainsi que sur la programmation nationale des investissements dans ces domaines ;

- répondre à toute autre sollicitation prévue par la loi ou émanant du Gouvernement en matière de stratégie, de programmation et de financement des investissements concernant les mobilités et les transports[2].

## Composition
Le Conseil est composé de 17 membres :
- 3 députés ;
- 3 sénateurs ;
- un président désigné par le ministre chargé des transports ;
- le président de l'Agence de financement des infrastructures de transport de France ;
- 3 élus locaux représentant les régions, les départements et les métropoles désignés respectivement par Régions de France, l'Association des départements de France et France Urbaine ;
- 6 personnalités désignées en raison de leurs compétences en matière de transport et de mobilité, d'évaluation économique, d'aménagement du territoire, d'environnement et de financement public.

Parmi les six personnalités sont désignés en vice-président et un rapporteur général chargé de la coordination de la rédaction des avis et rapports.
Deux personnalités désignées en raison de leurs compétences en matière de politiques européennes sont également invitées permanentes à participer aux travaux du conseil d'orientation des infrastructures.
La durée du mandat des membres et invités permanents du conseil d'orientation des infrastructures est de trois ans, renouvelable,.
| Rôle                                    | Identité            | Fonction |
| --------------------------------------- | ------------------- | --- |
| Président                               | David Valence       | Député des Vosges |
| Vice-président                          | Bruno Cavagné       | Président de la fédération nationale des travaux publics                                                                                     |
| Rapporteur général                      | Pierre-Alain Roche  | Président de la section mobilités et transports, inspection générale de l'environnement et du développement durable                          |
| Président de l'AFITF (membre de droit)  | Franck Leroy        | Président de la région Grand Est |
| Représentant de l'Assemblée nationale   | Lisa Belluco        | Députée de la Vienne, vice-présidente de la commission du développement durable et de l'aménagement du territoire                            |
| Représentant de l'Assemblée nationale   | Sophie Blanc        | Députée des Pyrénées-Orientales |
| Représentant de l'Assemblée nationale   | Jean-Marc Zulesi    | Député des Bouches-du-Rhône, président de la commission du développement durable et de l'aménagement du territoire                           |
| Représentants du Sénat                  | Christine Herzog    | Sénatrice de la Moselle |
| Représentants du Sénat                  | Philippe Tabarot    | Sénateur des Alpes-Maritimes, conseiller régional de Provence-Alpes-Côte d'Azur                                                              |
| Représentants du Sénat                  | Michel Dagbert      | Sénateur du Pas-de-Calais, conseiller départemental du Pas-de-Calais                                                                         |
| Représentants des collectivités locales | Michel Neugnot      | Premier vice-président de la Région Bourgogne-Franche-Comté, président de la commission transports et mobilité de Régions de France          |
| Représentants des collectivités locales | François Durovray   | Président du conseil départemental de l'Essonne, président de la commission mobilité de l'assemblée des départements de France               |
| Représentants des collectivités locales | Louis Nègre         | Maire de Cagnes-sur-Mer, président délégué de la métropole Nice-Côte d'Azur, président du groupement des autorités responsables de transport |
| Personnes qualifiées                    | Geneviève Laferrere | Pilote du réseau national « Territoires et mobilités durables » de France Nature Environnement (FNE)                                         |
| Personnes qualifiées                    | Anne Paugam         | Inspectrice générale des finances |
| Personnes qualifiées                    | Sandrine Godfroid   | Présidente de la section milieux, ressources et risques, conseil général de l'environnement et du développement durable                      |
| Personnes qualifiées                    | Corinne Blanquart   | Première vice-présidente de l'Université Gustave-Eiffel                                                                                      |

## Publications
Rapport (2018) "Mobilités du quotidien : répondre aux urgences et préparer l’avenir"
Rapport (15 septembre 2021) sur "la stratégie nationale du développement du fret ferroviaire".
Rapport (16 mars 2022) sur le "bilan et les perspectives des investissements pour les transports et les mobilités", remis au ministre délégué chargé des transports Jean-Baptiste Djebbari,, recensant un total de 220 Md€2021 en 10 ans d’investissements attendus, incluant des investissements faits hors de l’AFIT France.
Rapport d'orientation (24 février 2023) : "Investir plus et mieux dans les mobilités pour réussir leurs transitions", remis à Elisabeth Borne (première ministre),,, qui compare 3 scénarii : 
1. Scenario dit de « cadrage budgétaire » (120 Md€2021),
2. Scenario dit « planification écologique » (175 Md€2021) ,
3. Scénario dit de « priorité aux investissements » (195 Md€2021, en baisse de 30 Md€2021 par rapport au recensement des besoins faits en 2022, ce qui « s’explique essentiellement par la maturité insuffisante de nombreux dossiers examinés », et par la « nécessaire progressivité de la montée en puissance des investissements de modernisation de l'exploitation ferroviaire » ; 
Le COI précise que « même sans tous éléments de quantification nécessaires pour le mesurer, les impacts sur la biodiversité, l’artificialisation des sols et la facture carbone de ce scénario sont à l’évidence plus élevés, ainsi, a fortiori, que sa facture énergétique ».

Selon le COI :

« Le scénario dit de planification écologique doit être considéré comme l'hypothèse centrale vers laquelle le Conseil recommande aux choix publics de s'orienter. Cette planification écologique marque des choix très forts : pour la régénération et la modernisation du fer, pour l'accélération des projets de systèmes métropolitains régionaux, pour l'adaptation et la transition des routes existantes, pour le maintien d'une trajectoire ambitieuse d'investissement du côté de la voie d'eau. L'effort collectif de l'ensemble des partenaires devrait ainsi être porté à 175 milliards d'euros à l'échelle des deux quinquennats prochains, et il mobiliserait notamment plus de 55 milliards d'euros d'engagements de crédit de l'AFIT France dans ces dix années. C'est un scénario de transition des infrastructures tout autant que de transition écologique. »

Le COI précise qu'il convient d'envisager une « stabilisation globale ou au plus une croissance modérée des circulations ». Le Conseil d'orientation des infrastructures (COI) demande un « effort sans précédent » en matière ferroviaire, le développement des mobilités actives et des transports collectifs. Sur la route, il convient d'augmenter le taux d'occupation des véhicules. « Réduire le nombre et la longueur des déplacements » s'avère important. Le COI regrette que les « contournements routiers d’agglomération, qui permettent de recoudre le tissu urbain, ne [soient], à l’expérience, pas accompagnés de mesures suffisantes de maîtrise de l’occupation des sols ». Ils peuvent concourir à la dispersion de l’habitat et des activités, et partant, à un allongement des déplacements.
Le COI précise sur son site internet que le scénario de priorité aux infrastructures qui accélère les projets de lignes ferroviaires à grande vitesse et veut répondre à plus d'attentes locales est soutenu par une partie du COI, mais qu'il est contraint par la faisabilité technique des calendriers et la maturité des projets, et qu'« une partie du COI considère qu'il ne va pas dans le sens d'objectifs environnementaux plus ambitieux (émissions de CO2, artificialisation des sols, etc.) » ; 
le COI précise aussi, à propos du secteur du transport aérien que « peu abordé dans le présent rapport, il doit être intégré dans une vision de planification écologique des besoins de déplacements ».